# دولورس ظهراب لیبمان
دولورس ظهراب لیبمان (ارمنی: Դոլորես Զոհրապ-Լիբման; انگلیسی: Dolores Zohrab Liebmann؛ زاده ۱۳ ژانویه ۱۸۹۶ – درگذشته ۱۵ سپتامبر ۱۹۹۱) نویسنده و بشردوست ارمنی‌تبار اهل ایالات متحده آمریکا که در کنستانتینوپل متولد شد.و در شهر نیویورک درگذشت. وی بنیاد دولورس ظهراب لیبمان را تأسیس نمود، این بنیاد مدرک تحصیلی را به دانشجویان فارغ‌التحصیل اعطا می‌کند. مدال نرسس شنورهالی مقدس از سوی وازگن یکم جاثلیق کل ارمنیان به وی اعطا گردید.

## نگارخانه

دولورس ظهراب لیبمان در به همراه تورگوم مانوکیان و وازگن یکم در مراسم افتتاحیه مرکز دولورس (۱۹۸۷)